# Electric Light Orchestra
Electric Light Orchestra (ELO) é uma banda de rock britânica dos anos 1970 e 80, atualmente ressuscitada pelo líder e um dos antigos fundadores, o músico britânico Jeff Lynne.
Depois de várias mudanças na formação, o grupo alcançou sucesso no final dos anos 1970 com ajuda da música disco. Com o fim da ELO em 1986, seu líder Jeff Lynne autorizou que uma versão da banda com ex-integrantes fosse formada em 1990. O grupo foi chamado Electric Light Orchestra Part Two, lançando dois álbuns de pouca repercussão durante os anos 1990.
Jeff Lynne reformulou a banda e retornou com a Electric Light Orchestra em 2001.
Apesar de singles de sucesso no início, no Reino Unido, a banda foi inicialmente mais bem-sucedido nos Estados Unidos, anunciado como "Os caras ingleses com os violinos grandes". Eles logo ganharam status de cult depois apesar das críticas mornas de volta em seu país natal no Reino Unido. Em meados da década de 1970, eles haviam se tornado uma das maiores bandas de venda no mundo. De 1972 a 1986, a ELO acumulou 27 singles Top 40 no Reino Unido e nos Estados Unidos. O grupo também detém o recorde de ter mais Billboard Hot 100 Top 40 hits do que qualquer outra banda na história dos Estados Unidos sem nunca ter um único single número um.
ELO obteve 19 prêmios da Music Canada, 21 da RIAA e 38 da BPI, e vendeu mais de 100 milhões de álbuns no mundo inteiro durante o período ativo.

## História

### Nascimento da banda
No final dos anos 1960, Roy Wood, guitarrista, vocalista e compositor do The Move, teve a ideia de formar uma nova banda que iria usar violinos, violoncelos, contrabaixos, metais e madeiras para dar a sua música um clássico som, levando a música rock na direção de "continuar de onde os Beatles a tinham deixado". Jeff Lynne, líder do grupo de Birmingham, The Idle Race, estava animado com o conceito. Em janeiro de 1970, quando Carl Wayne deixou The Move, Jeff Lynne aceitou o segundo convite de Roy Wood para entrar na banda, sob a condição de que eles concentrariam a sua energia no novo projeto.
Em 12 de Julho de 1970, quando Wood acrescentou violoncelos múltiplos para uma canção escrita por Lynne, iniciou-se o novo conceito. "10538 Overture" se tornou a primeira música da Electric Light Orchestra. Para ajudar a financiar a banda novata, mais dois álbuns foram lançados da The Move durante as gravações ELO. O álbum de estreia resultante, The Electric Light Orchestra, foi lançado em 1971. Nos Estados Unidos foi lançado em 1972, como "No Answer", nome definido em razão de uma secretária da gravadora que tentou ligar para a empresa britânica e obter o nome do álbum - mas já que eles estavam inacessíveis - e deixou um bilhete dizendo: "Sem resposta". "10538 Overture" se tornou um hit no Reino Unido.
Jeff Lynne, Roy Wood, e Bev Bevan foram os membros iniciais da Electric Light Orchestra. Eles se juntaram em 1971 com Bill Hunt (teclados) e Steve Woolam (violino).
O primeiro concerto da ELO teve lugar em 15 de abril de 1972 no The & Hound's Pub Fox em Croydon, Reino Unido com um line-up de Roy Wood, Jeff Lynne, Bev Bevan, Bill Hunt (metais, teclados), Wilfred Gibson (violino), Hugh McDowell (violoncello), Mike Edwards, Andy Craig (violoncelo) e Richard Tandy no baixo.
No entanto, logo surgiram tensões entre Wood e Lynne, devido a problemas com a gerência. Entre as gravações para o segundo LP da banda, Wood deixou a banda, levando os violoncelistas McDowell e Hunt com ele para formar a banda Wizzard. Apesar das previsões da imprensa da música que a banda iria arruinar sem Wood, que tinha sido a força matriz por trás da criação da ELO, Lynne intensificou a liderar a banda, com Bev Bevan restante na bateria, acompanhado por Gibson, Richard Tandy (agora em diante o sintetizador Moog), Mike de Albuquerque no baixo e vocais e Mike Edwards e Colin Walker nos violoncelos.
A banda lançou seu segundo álbum, ELO 2 em 1973, que produziu seu primeiro single gráfico nos EUA com uma versão extremamente elaborada do clássico de Chuck Berry "Roll Over Beethoven". ELO também fez sua primeira aparição no American Coreto.
Durante a gravação do terceiro álbum, Gibson foi demitido depois de um disputa por dinheiro e Walker deixou a turnê por ter ficado longe de sua família por muito tempo. Mik Kaminski ingressou como violinista, mantendo-se o violoncelista Edwards e McDowell,  que voltou para a ELO. O álbum lançado chamado "On the Third Day", foi lançado no final de 1973, com a versão americana com o sucesso "Showdown", juntamente com uma fotografia incomum, tirada pelo famoso fotógrafo Richard Avedon , que tinha os integrantes expondo seus umbigos.

### Sucesso mundial
Para o quarto álbum Eldorado: A Symphony By The Electric Light Orchestra, um álbum conceitual sobre um sonhador, Lynne foi finalmente capaz de parar de fazer overdub dos violinos e violoncelos, e contratar uma orquestra de boa qualidade e um coro. Louis Clark se juntou à banda como arranjador de cordas. O primeiro single do álbum, "Can't Get It Out of My Head", tornou-se a primeira música do grupo a atingir o Top 10 da revista americana Billboard, e Eldorado (assim simplesmente chamado) tornou-se o primeiro disco de ouro do grupo.
Após o lançamento de Eldorado, o baixista e vocalista Kelly Groucutt e o violoncelista Melvyn Gale se juntaram ao grupo, em substituição de Albuquerque (que, como Walker, antes dele, saiu porque ficava longe de sua família por muito tempo) e Edwards, respectivamente. A partir daí a banda começou a tocar um som mais acessível. ELO tornou-se sucesso nos Estados Unidos neste momento e o grupo foi a atração realizando grandes shows em estádios e nas arenas do circuito, assim como regularmente aparecendo em The Midnight Special (1973, 1975, 1976 e 1977) mais do que qualquer outra banda na história, com quatro participações.
Face The Music foi lançado em 1975, produzindo os hits "Evil Woman" e "Strange Magic". A abertura instrumental de "Fire On High", com sua mistura de cordas e violões acústicos em chamas, serviu como música de fundo na série CBS Sports Spectacular, embora a maioria dos espectadores não tivesse ideia da origem da música. O grupo fez vários shows de 3 de fevereiro até 13 de abril de 1976 promovendo o álbum nos EUA, tocando 68 shows em 76 dias. Foi na turnê americana da ELO que estreou o uso de lasers coloridos.
Apesar do reconhecimento e do sucesso que gozavam nos Estados Unidos, ainda eram ignorados no Reino Unido até que seu sexto álbum, A New World Record, atingiu o Top 10 em 1976. Ela continha os hits "Livin 'Thing", "Telephone Line", "Rockaria!" e "Do Ya", uma regravação de uma música da The Move. A banda fez uma turnê de apoio nos EUA, de outubro de 1976 a abril 1977, com uma pausa em dezembro. Em seguida, uma aparição no American Music Award, em 31 de Janeiro de 1977, além de um show em um largo de San Diego em agosto de 1977

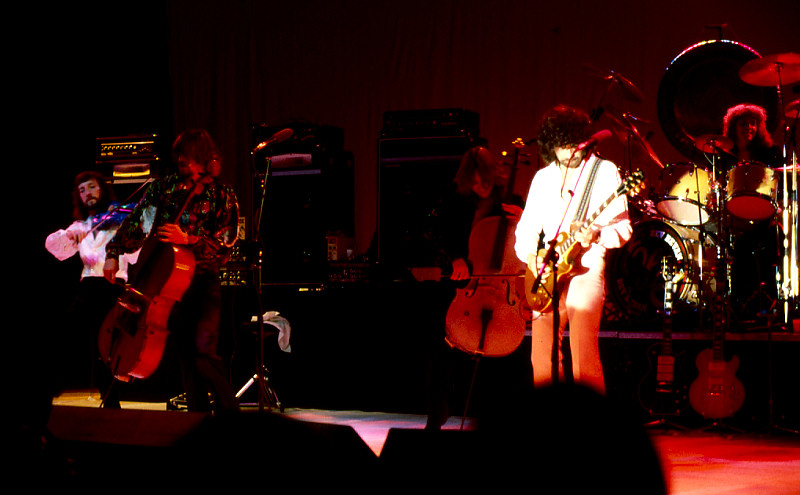
A banda em concerto na Noruega, em 1978.

A New World Record foi seguido por um álbum de venda multi-platina, o duplo LP Out of the Blue, em 1977. Out of the Blue apresentava os singles "Turn to Stone", "Sweet Talkin' Woman", "Mr. Blue Sky" e "Wild West Hero", cada um se tornando um hit no Reino Unido. A banda então partiu em um mês, com um conjunto enorme e uma enorme nave espacial no palco com máquinas de nevoeiro e um laser de exibição. Nos Estados Unidos, os shows eram tarifados como "The Big Night" e foram suas maiores turnês até hoje, chegando a colocar 80.000 pessoas no Cleveland Stadium. "The Big Night" passou a se tornar a maior bilheteria de concerto ao vivo da história da música até aquele ponto. Durante a turnê a banda também tocou na Wembley Arena por 8 noites seguidas com casa lotada, estabelecendo, assim, mais um recorde na época. O primeiro desses shows foi gravado e televisionado e, mais tarde, lançado como um CD e DVD.
Em 1979 foi lançado o álbum multi-platina Discovery. Embora o maior hit do álbum (e de maior sucesso global da ELO) tenha sido o rock "Don't Bring Me Down", o álbum foi notado por sua pesada influência disco. Discovery também produziu os hits "Shine a Little Love", "Last Train to London", "Confusion" e "The Diary of Horace Wimp".
A Electric Light Orchestra encerrou o ano de 1979 com a maior venda no Reino Unido. ELO tinha atingido o auge de sua fama, vendendo milhões de álbuns e singles.
Em 1980, Jeff Lynne foi convidado a escrever para a trilha sonora do filme musical Xanadu, com a outra metade escrita por John Farrar e executada pela estrela do filme, Olivia Newton-John. O filme foi fraco em desempenho nas bilheterias, mas a trilha sonora foi excepcionalmente bem, acabou indo para platina dupla. O álbum gerou dois singles de Newton-John ("Magic", # 1 nos Estados Unidos, e "Suddenly", com Cliff Richard) e ELO ("I'm Alive", que ganhou disco de ouro, "All Over the World" e "Don't Walk Away"). A faixa-título foi realizada por ambos: Newton-John e ELO chamada "Xanadu". Foi transformada em um surpreendente sucesso da Broadway Musical, que abriu em 10 de Julho de 2007 no Helen Hayes Theatre de maneira uniforme e recebeu boas críticas, quatro Tony Award nomeações. The Electric Light Orchestra Story foi um livro de Bev Bevan com suas memórias de seus primeiros dias e ao longo de sua carreira com The Move e ELO, também foi publicado em 1980.
Em 1981, o som da ELO mudou novamente com a ficção científica do álbum Time, uma volta do grupo ao rock mais progressivo de álbuns como Eldorado. Com a seção de cordas eliminada, sintetizadores tiveram um papel preponderante, como foi a evolução da cena musical na maior parte do tempo. Time liderou as paradas britânicas por duas semanas e foi o último álbum de estúdio da ELO a ser disco de platina nos Estados Unidos e no Reino Unido. O álbum incluía os singles "Hold On Tight", "Twilight", "The Way Life's Meant to Be", "Here Is The News" e "Ticket to the Moon". A banda embarcou em sua última turnê para promover o LP. Foi a primeira turnê da ELO sem violoncelistas, embora Mik Kaminski tenha voltado a tocar com seu famoso "violino azul". Na turnê, Dave Morgan (guitarra, sintetizadores, vocais) estreou, tocando as peças na sequência de sintetizadores, e "Fred, the Robot", um robô fabricado especialmente para a ELO, que expressava as canções "Prologue" e "Epilogue" e ficava brincando no palco.

### Declínio
Jeff Lynne queria seguir Time como um álbum duplo. A CBS bloqueou seu plano, alegando que seria muito caro. O novo álbum foi editado de álbum duplo em um único disco e lançado como Secret Messages em 1983. (Muitos dos out-takes foram liberados mais tarde em "Afterglow", ou como b-sides dos singles.) O álbum foi um sucesso instantâneo no Reino Unido, alcançando o top 5. O lançamento do álbum foi seguido por uma sequência de más notícias, de que não haveria nenhuma turnê para promover o LP, porque o baterista Bev Bevan agora iria tocar bateria com o Black Sabbath e que o baixista Kelly Groucutt tinha deixado a banda. Rumores de fãs sobre a dissolução do grupo foram publicamente negados por Bevan. Embora Secret Messages tenha estreado no número quatro no Reino Unido, foi caindo nas paradas com a falta de singles no Reino Unido (apesar de "Rock and Roll Is King" ter sido um sucesso considerável no Reino Unido e os EUA) e uma resposta indiferente da mídia.
Em 1983, Bevan estava expressando o desejo de tocar no Black Sabbath permanentemente, Lynne e Tandy estavam gravando faixas para a trilha sonora de Electric Dreams, sob o nome de Jeff Lynne e, com a partida de Groucutt, supunha-se que a ELO tivesse terminado. No entanto, Lynne estava contratualmente obrigado a fazer mais um álbum da ELO.
Lynne, Bevan e Tandy retornaram ao estúdio em 1985 como um trio (com Christian Schneider tocando saxofone em algumas faixas), para o último álbum da ELO do século XX, Balance of Power, lançado no início de 1986. Embora o single "Calling America" tenha sido colocado no Top 30 no Reino Unido (# 28) e Top 20 nos Estados Unidos, o álbum, no geral, foi um fracasso de vendas. As orquestras estiveram ausentes do álbum, mais uma vez substituídas por sintetizadores, tocados por Tandy. O álbum também modificou o logotipo ELO habitual que havia aparecido em cada álbum desde 1976 para um tipo de balança.
Nessa época, a ELO teve um pequeno número de performances ao vivo, incluindo shows na Inglaterra e na Alemanha, juntamente com as aparições nos EUA, em Americana Coreto, Solid Gold e, em seguida, na Disneyland durante o verão. O Birmingham Heartbeat Charity Concert 1986 foi um concerto de caridade organizado por Bevan na cidade natal da ELO, Birmingham, em 15 de Março de 1986.
Lynne foi visto quando George Harrison apareceu no palco durante o bis de Heartbeat, juntando-se ao jam de "Johnny B. Goode". A última performance da ELO do século ocorreu em 13 de julho de 1986, em Stuttgart, na Alemanha.
A ELO, essencialmente, se desfez após a mostra final em Stuttgart, em 1986, mas não houve um anúncio formal de Lynne por dois anos, durante os quais produziu o álbum Cloud Nine, de George Harrison, integrou a banda Traveling Wilburys juntamente com Roy Orbison, George Harrison, Bob Dylan e Tom Petty. Bevan tentou convencer Lynne a fazer outro álbum ELO em 1988. Lynne não estava interessado e passou a anunciar que a ELO não existia mais.

### ELO Part 2

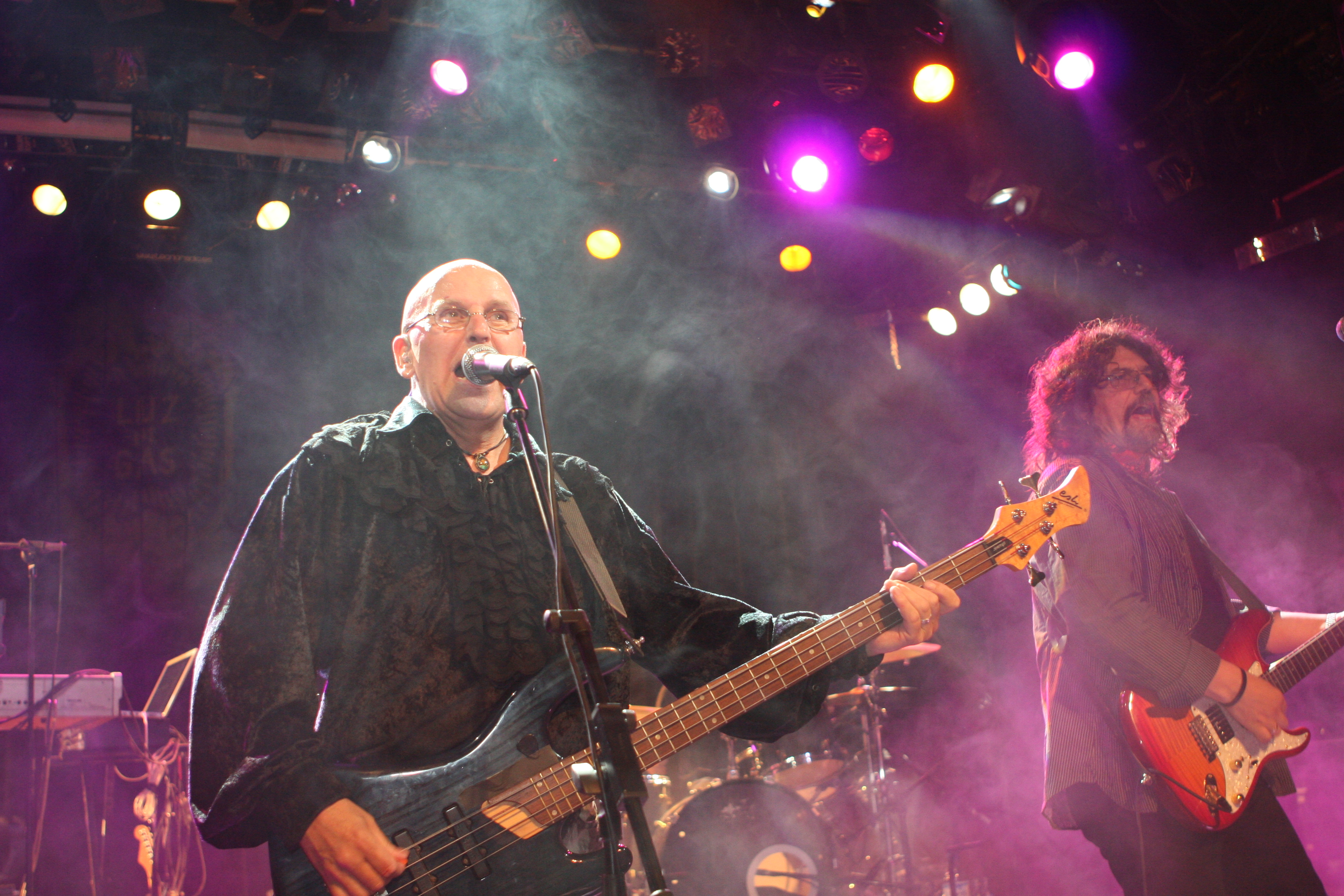
ELO Part II em concerto.

Bev Bevan (ao abrir um acordo com Lynne, que co-proprietária do nome ELO com ele), continuou em 1988 como ELO Part II, inicialmente com nenhum outro ex-membros do ELO, exceto Louis Clark. ELO Part II lançou seu primeiro álbum Electric Light Orchestra Part Two, em 1990. Mik Kaminski, Kelly Groucutt e Hugh McDowell se juntaram à banda para a primeira turnê em 1991. McDowell deixou após essa turnê. Bevan, Groucutt, Kaminski e Clark gravaram o segundo álbum, "Moment of Truth", em 1994 e fizeram várias turnês até 1999. Bevan aposentado do line-up em 1999 e vendeu sua parte do nome do ELO com Jeff Lynne, em 2000. Os restantes membros continuam a excursionar e gravar, rebatizado como The Orchestra.

### Reforma em 2000
Jeff Lynne começou 2000 com o lançamento de um box set retrospectivo da ELO, Flashback, contendo três CDs de faixas remasterizadas e um punhado de out-takes e obras inacabadas.
Em 2001, Zoom, primeiro álbum da ELO desde 1986, foi lançado. Embora faturados e comercializado como um álbum ELO, o único retorno de membros antigos foi de Jeff Lynne e Richard Tandy. Zoom assumiu um som mais orgânico, com menos ênfase nas cordas e efeitos eletrônicos. Entre os músicos convidados estão os ex-Beatles Ringo Starr e George Harrison. Após a conclusão do álbum, Lynne reformou completamente a banda com novos membros, incluindo sua então namorada Rosie Vela (que havia lançado seu próprio álbum "Zazu", em 1986) e anunciou que faria uma turnê novamente com ELO. O ex-membro ELO Richard Tandy voltou à banda pouco tempo depois de duas apresentações ao vivo de televisão: VH1 Storytellers e PBS show na CBS Television City, mais tarde intitulado Zoom Live Tour, que foi lançado em DVD. A turnê prevista foi cancelada. Lynne, um amigo próximo de George Harrison, ficou muito triste com sua morte. A turnê ELO não foi remarcada.
Harvest Records e Epic / Legacy lançaram várias reedições de álbuns ELO remasterizados, com out-takes e faixas nunca reveladas antes como "Surrender" e "Latitude 88 North".
Até à data, a ELO não ter sido nomeado para um Rock and Roll Hall of Fame da indução (da banda ter sido considerado elegível desde 1996). Tony Sclafani é um contribuinte regular e MSNBC nomearia ELO para o Rock Hall, se perguntou.

### Nome da banda e logotipo
O nome é um trocadilho baseado não apenas na luz elétrica (como em uma lâmpada, como visto no álbum de início), mas também usando o "elétrico" de instrumentos de rock combinada com uma "orquestra de luz" (orquestras, com apenas alguns violoncelos e violinos que eram populares na Grã-Bretanha na década de 1960).
O logotipo oficial da banda, projetado em 1976 pelo artista Kosh, foi visto pela primeira vez em seu álbum de 1976 "A New World Record" e é baseado em um 1946 Wurlitzer jukebox model 4008 speaker. Anterior do logotipo da banda foi semelhante à da General Electric.
O novo logotipo apareceu na maioria dos álbuns da banda as capas de várias formas. Por exemplo, em 1977 no álbum Out of the Blue, o logotipo foi transformado em uma estação espacial, uma imagem duradoura hoje sinônimo com a banda. No seguimento do álbum Discovery, o logotipo tornou-se um pequeno artefato brilhante em cima de um baú do tesouro. Bev Bevan geralmente exibia o logotipo em seu kit de bateria.
Uma outra interpretação para o nome da banda seria também um trocadilho. O termo Light Orchestra em Inglês refere-se a um "Quarteto de Cordas", e assim a tradução do nome da banda seria "Quarteto de Cordas Elétrico, uma alusão ao uso de instrumentos amplificados.
Outra interpretação, muito mais direta, seria simplesmente "Orquestra da Luz Elétrica". A primeira (Quarteto de Cordas Elétrico), além de mais interessante, traz realmente o conceito de uma orquestra reduzida, ou um Quarteto de cordas (um grupo musical de quatro instrumentos de corda - quase sempre dois violinos, uma viola e um violoncello).

## Integrantes da Electric Light Orchestra e da Electric Light Orchestra Part Two
- Michael d'Albuquerque (baixo, vocal)
- Bev Bevan (percussão, vocais)
- Mike Edwards (violoncelo)
- Melvyn Gale (violoncelo)
- Wilfred Gibson (violino)
- Kelly Groucutt (baixo, vocais)
- Bill Hunt (trompete)
- Mik Kaminski (violino)
- Jeff Lynne (guitarra, teclado, vocais)
- Hugh McDowell (violoncelo)
- Rick Price (baixo, vocais)
- Richard Tandy (teclado)
- Colin Walker (violoncelo)
- Roy Wood (guitarra, violoncelo, clarinete, oboé, vocais)
- Steve Woolam (violino)
- Trevor Smith (violoncelo)

## Discografia: Electric Light Orchestra

### Álbuns de estúdio
- 1972 - The Electric Light Orchestra
- 1973 - ELO II
- 1973 - On the Third Day
- 1974 - Eldorado: A Symphony By The Electric Light Orchestra
- 1975 - Face The Music
- 1976 - A New World Record
- 1977 - Out of the Blue
- 1979 - Discovery
- 1981 - Time
- 1983 - Secret Messages
- 1986 - Balance of Power
- 2001 - Zoom
- 2015 - Alone in the Universe - Jeff Lynne's ELO
- 2019 - From Out Of Nowhere - Jeff Lynne's ELO

### Álbuns ao vivo
- The Night The Light Went On (In Long Beach) (1974)

### Trilhas sonoras
- Xanadu (1980)
- Paul (2011)
- Guardians of the Galaxy Vol. 2: Awesome Mix Vol. 2 (Original Soundtrack) (2017)

### Compilações
- Olé ELO (1975)
- ELO's Greatest Hits (1979)
- Afterglow (1990)
- Flashback (2000)
- All Over the World: The Very Best of Electric Light Orchestra (2005)
- Ticket to the Moon: The Very Best of Electric Light Orchestra Volume 2 (2007)

## Discografia: Electric Light Orchestra Part Two
- 1990 - Electric Light Orchestra, Part Two
- 1994 - Moment of Truth